# Гімн фанів «Зеніту»
Гімн Фанів „Зеніту“  (відома за першим рядком — «Город над вольной Невой…») — пісня фанів футбольного клубу «Зенит» (Санкт-Петербург), яку вони рахують своїм гімном. Часто «Город над вольной Невой…» називають «гімном „Зеніту“», однак це неправильно — офіційного гімну в петербурзького клубу не має. В 2010 році «Зеніт» отримав всі права на використання пісні як «Гімну фанів „Зеніту“».

## Створення

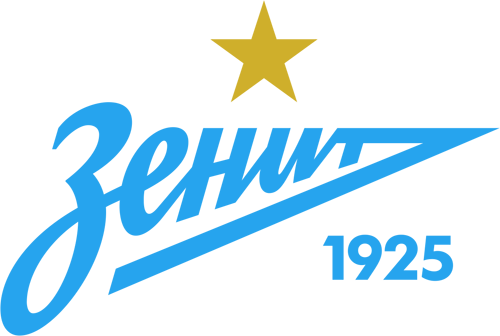
Логотип футбольного клубу ФК "Зеніт"

1980-й датується роком народження організованого фан-клубу ленінградського «Зеніту». В цьому році деякі фанати, які бажали активно і організовано підтримувати улюблену команду, стали збиратися на 33-м секторі стадіону імені Кірова. 21 вересня 1980 року відбувся перший організований виїзд фанів  — в Москву, на гру із «Спартаком», і ця дата рахується датою народження зенітовського фанатського руху. 
В ленінградському домі культури імені Капранова був організований "Клуб любителей футбола (КЛФ)"(Укр:Клуб любителів Футболу), в якому збиралися фанати. Для більш гарної та злагодженої підтримки «Зеніту» на стадіоні фанати складали співанки та кричалки, планували написати пісню. Одного разу чоловік на фамілію Паротиков, який курував КЛФ (по спогадам фанатів, «чи то полковник, чи то підполковник»), показав про те , що в Тбілісі на матчі Кубку європейських чемпіонів 1979/1980 років між місцевим «Динамо» та англійським «Ліверпулем» декілька фанатів англійського клубу переспівали 90-тисячний стадіон. Це стало поштовхом для створення власної пісні.
За основу була взята «Вечерняя песня» (Укр:"Вечірня пісня"). Цей твір композитора В. П. Соловьйова-Сєдого та поета А. Д. Чуркіна був дуже популярний в Ленінграді та був неофіційним гімном міста. 
Перші два куплета склав Олексій Темніков (фанатська кличка — Молодий) разом зі своєю мамою; автором інших куплетів став Андрій Солнцев (Зонт). Перший текст вийшов занадто довгим, і його прийшлось скорочувати, а ті куплети, які залишилися були колективно відредаговані. До початку футбольного сезону 1981 року пісня, яка стала гімном уболівальників «Зеніту», була готова.

## Виконання Гімну
Виконання гімну  відбувається на кожній грі фанатами для підтримки 
своїх кумирів.
Пісня зразу увійшла в репертуар активних фанів , які підтримували команду  і виконувалася, як правило, двічі під час гри : через п'ять хвилин після початку гри та за п'ять хвилин до фінального свистку. По спогадам Євгенія «Шляпы» Степанова, співали «Місто над вільною Невою…» тільки ті, хто зараховував себе до фанатів «Зеніту» — ходив на 33-й сектор, відвідував виїзні матчі команди; причому на початку 1980-х років пісня співалась сидячи, так як в той час міліція забороняла уболівати на стадіоні стоячи.
Між сезоном 2002—2003 років був зроблений студійний запис «Города над вольной Невой…», і починаючи з березня першого туру чемпіонату Росії - 2003 проти «Сатурну» на домашньому стадіоні під час передматчового виконання гімну вболівальникам по системі аудіотрансляції включалась фонограма, а на кольоровому табло стадіону демонструвався текст пісні. Це привело до того , що «Гімн фанатів „Зенітк“» стали використовувати не тільки на фанатській трибуні, але і на інших секторах стадіону.
Починаючи із матчу 1/8 фіналу Кубка УЄФА 2005/2006 років проти марсельского «Олімпіку», який відбувся 16 березня 2006 року на стадіоні «Петровський», передматчеве виконання гімну стало виконуватися  не перед стартовим свистком, а раніше — хвилин за 15—20 до початку гри. 
Це було пов'язано з тим, що саме перед початком матчу гравці вже знаходяться в підтрибуних приміщеннях, готуючись до виходу на поле, і не слухають співаючих фанів, а за 15 хвилин до стартового свистку футболісти, як правило, закінчують передігрову розминку на полі і виконання гімну стає початком підтримки уболівальниками футболістів «Зеніта».
В жовтні 2008 року в інтерв'ю газеті «МК-Пітер» голландський тренер «Зеніта» Корнеліус Пот сказав, що йому подобається гімн уболівальників «Зеніту», але він вважав, що краще виконувати «Город над вольной Невой…» не до початку матчу, а після стартового свистку.
```
Було б  добре, якщо ви в своїй 
газеті написали, що Кор Пот 
просить всіх уболівальників 
робити це на очах у гравців. Це ж 
божевільна психологічна  зарядка 
перед грою !
```

— Слова про пісню Корнеліуса Пота
Номер з інтерв'ю вийшов  15 жовтня. 28 жовтня, перед перенесеним матчем 20-го туру чемпіонату  Росії 2008 року, в якому «Зеніт» дома приймав раменський «Сатурн», було розповсюджено звернення об'єднання зенітовських фанатів «Фанатський віраж», в якому містився заклик до всіх уболівальників виконувати «Гімн фанатів „Зенітк“» не перед матчем під «мінусову» фонограму, а після стартового свистку без музикального супроводу.
Починаючи з домашнього матчу 6-го туру чемпіонату 2009 року проти ФК «Хімки» «Гімн вболівальників „Зеніту“» використовується тільки один раз — зразу після стартового свистку. Таке рішення було прийнято фанатами у зв'язку з тим, що у фінальні хвилини часто вирішується результат матчу та «Зеніту» потрібна активна, енергійна підтримка, а довга та урочиста пісня такою не є.
В зарашній час «Город над вольной Невой…» виконується один раз — зразу після початку гри без музикального супроводу. Гімн починається із сигналу який «заводить» фанатський сектор. Якщо гра проходить на домашньому стадіоні «Зеніта» — на табло виводятся слова пісні, а гімн співають уболівальники всіх секторів стадіону (за виключенням зайнятих фанатами команди гостів), в тому числі і VIP-сектори. На виїзних матчах «Зеніту» «Город над вольной Невой…» виконується «зенітівською» трибуною. При виконані гімну ті хто співає встає, піднімають над головою шарфи з кольорами клубу та махають разом з клубними прапорами ними навколо голів. Пісня не переривається навіть в тому випадку, якщо під час її виконання «Зеніт» забиває чи пропускає гол. «Гімн уболівальників „Зеніту“» виконується на іграх як основною, так і молодіжною команди клубу, а також, коли виступає «Зеніт-2».

## Виконання гімну за межами стадіону
Пісня виконується не тільки  на стадіоні. Уболівальники співають «Город над вольной Невой…», наприклад, на вулицях Санкт-Петербургу  під час святкування перемог клубу. Провожаючи звільненого главного тренера Властіміла Петржелу, уболівальники виконали «Город над вольной Невой…» в петербурзькому  аейропорті Пулково. Ця пісня лунала в аеропорті і під час проводів замінника Петржели — Діка Адвоката, і нідерландського тренера це дуже зворушило аж до сліз. Під час святкувань, які присвятили завоюванню «Зенітом» спортивних трофеїв, гравці команди зазвичай часто співають гімн разом з своїми фанатами. Так було, наприклад , вечором 11 листопада 2007 року, коли переповнений  «Петровський» вітав команду, яка тільки що повернулася  з Раменського, де вперше в російській історії петербурзький клуб став чемпіоном; так було 15 травня 2008 року, коли фанати на сходах спортивно-концертного комплексу «Петербурзький» зустрів гравців та тренерів,  які приїхали  туди зразу після повернення  з Манчестера, де був завойований Кубок УЕФА. Спільне  виконання «Города над вольной Невой…» фанатами та командой стало прологом офіційного святкування перемоги  «Зеніту» в чемпіонаті 2010 року, яке пройшло 2 грудня 2010 року в петербурзькому Льодовиковому палаці.

## Текст
Перші два куплети склав Олексій Темніков (фанатське прізвище — "Молодой") разом  із своєю мамою. Він приніс на збори Клубу любителів футболу  свій варіант «Города над вольной Невой…»; пісня усім сподобалася, і було вирішено її дописати. Інші куплети написав Андрій Сонцев (Зонт). Саме він є автором рядку «Ти не будеш один ніколи» — Сонцев уболівав за «Ліверпуль» та включив в текст російський переклад назву гімну цього англійського клубу «You’ll Never Walk Alone». «Спартак» попав к текст пісні тому, що цей московський клуб був принциповим  соперником «Зеніту», а також  завдяки тому, що уболівальники червоно-білих стали піонерами фанатського руху в СРСР, що підігрівало бажання зенітовських фанатів змагатися  з ними. Віденський «Рапід» був включений в текст пісні завдяки тому, що римувався із словами «Зеніт» та «победит», а також тому, що назва цього клубу із столиці Австрії було на слуху в радянських любителів футболу через перехід туди ленінградського футболіста Анатолія Зінченко. «Гамбург» попав у «Гімн уболівальників „Зеніту“» тому, що в той час цей клуб був на слуху — німецька команда була одним з лідерів чемпіонату ФРН та пробилась в фінал останнього на момент написання пісні до Кубку європейських чемпіонів.
Ставши бронзовим призером чемпіонату СРСР 1980 року, «Зеніт чемпіон » отримав право дебютувати в єврокубках — осінню 1981 року ленінградський клуб повинен був стартувати  в Кубку УЄФА. Натхнені цим фанати включили рядок «Кубок УЕФА наш „Зеніт“ візьме» в п'ятий куплет пісні.
Перший текст вийшов занадто довгим, і його прийшлось скорочувати, а інші куплети були колективно відредаговані.

## Спроби змінити текст
З середини 1990-х років ряд уболівальників «Зеніту» неодноразово пропонували змінити слова пісні. Головним аргументом слугувало те, що місто вернуло свою історичну назву  — Санкт-Петербург —  і звертання та найменування  його як  Ленінград втратило свою актуальність. Прихильники 
заміни тексту гімну вказували також на стилістичну недосконалість тексту, пропонувалося замінити «Гамбург» та «Рапід» більш  сильними та популярними на даний момент клубами. Після виграшу «Зенітом» в 2008 році Кубку УЄФА виникла пропозиція переробити останній куплет — рядок «Кубок УЄФА наш „Зеніт“ візьме…» після завоювання  трофею деяким уболівальникам він здався застарілим. Проте, всі пропозиції про зміну тексту пісні фанати відмовились, аргументуючи це тим,що «Місто над вільною Невою…» став символом багатолітнього фанатського руху «Зеніту» і в пам'ять про пройдений  шлях гімн варто залишити  в незміненому вигляді. За словами Валерія «Сабоніса» Іллюніна, лідера фанатів «Зеніту» в кінці 1990-их — початку 2000-х років :
```
…вирішено було все залишити по- 
старому, щоб цей Гімн слугував  
нагадуванням про ті славні  часи, 
коли зароджувалось рух  фанатів 
Санкт-Петербургу. Цей текст 
прийнятий  фанатами раз і 
назавжди…
```

## Авторські права
При створені «Гімну уболівальників „Зеніту“» за основу була взята «Вечерняя песня» (музика — В. П. Соловйов-Сєдой, слова — А. Д. Чуркін). Текст твору, за виключення трьох рядків в першому куплеті, був повністю перероблений; музика була залишена без будь-яких змін. Так як «Гімн  уболівальників „Зеніту“» створювався  не офіційно, для використання в репертуарі уболівальників, авторське право у «Вечерней песни» ніяк не враховувалось, тому в 2007 році в зв'язку  з відсутністю дозволу на використання музики Соловйова-Сєдого на деякий час було припинено використання музикальної фонограми під час традиційного виконання «Города над вольной Невой…» перед матчем. 
Проте , згодом «Зеніт» отримав від внука композитора — Василія Соловйова, який успадкував авторські права творів діда, — дозвіл  на використання мелодій. Причому, за словами В. Соловйова, за використання футбольним клубом мелодії  «Вечерней песни» він практично не отримує грошей, а пішов він на цей крок за причиною того, що уболіває за «Зеніт».
В серпні 2010 року «Зеніт» і ТОВ «Національне музикальне видавництво», яке представляє інтереси  володаря правами (спадкоємців композитора та автора тексту) «Вечерней песни», заключили ліцензійний договір, згідно якому петербурзький  футбольний клуб отримав права на переробку  пісні та на наступне використання переробленого  твору. Сумма контракту не розголошується.
21 вересня 2010 року, в день, коли святкувалось 30-річчя першого організованого відвідування виїзного матчу «Зеніту» леніградськими уболівальниками, автори «Гімну уболівальників „Зеніту“» підписали дарчу, згідно якій всі права на текст пісні передані були «Зеніту». Голова Координаційної ради уболівальників «Зеніту» Вадим «Вадос» Паньков заявив: 
```
«Ми сподіваємося, що тепер гімн, який ми співаємо, ті слова, які сьогодні перейшли у власність клубу, стануть справжнім гімном нашого великого „Зеніту“».
```

```
Ми, перші фанати «Зеніту»…
…ті ,які спільно склали слова 
Гімну вболівальників «Зеніту» і 
зберігав їх на протящі уих 
тридцяти років.
```

```
передаємо безоплатно в дарунок 
улюбленому і єдиному для нас 
футбольному клубу «Зеніт» на віки 
вічні текст Гімну уболівальників 
«Зеніту» та виключне право на його 
в повному об'ємі для використання 
на всіх матчах та заходах «Зеніту» 
в улюбленому місті та країні, де 
буде захищатм  синьо-біло-голубі 
кольори та честь рідного міста 
пітерський «Зеніт»…
```

```
Ми впевнені, що наш гімн буде 
завжди об'єднувати  всіх 
вболівальників  «Зеніту» всіх 
поколінь в першотворчому вигляді…
```

— Із тексту дарчої.
Таким чином, в наш час футбольний клуб «Зеніт» отримав всі права на використання «Гімну уболівальників „Зеніту“».

## Факти
- Матч другого туру чемпіонату Росії у  2009 році , в якому «Зеніт» приймав на стадіоні «Петровський» раменський «Сатурн», проходив без глядачів — так петербурзький клуб був наказаний за банер образливого змісту, який вивігали уболівальники в 29-му турі чемпіонату Росії з футболу

2008 року. Тим не менш, зразу після  стартового свистку зазвучав  «Гімн уболівальників  „Зеніту — була включена фонограма пісні.
- Фанати  челябінського «Зеніту» (в 2009 році перейменованого в ФК «Челябінск»), адаптували гімн уболівальників петербурзького клубу  для своєї команди. Зміни  були мінімальні: «Ленінград» та «ленінградський» були замінені на «Танкоград» та «танкоградський», «сектор 33» — на «Iron Tankograd» (фанатське угрупування челябінського клубу), а Нева була замінена просто  на слово «рекой». При цьому третій та останній куплети пісні  уболівальників челябінського клубу повністю співпадали  з гімном вболівальників петербурзького "Зеніту"

Город над вольной рекой,
Где болеют за «Зенит» родной.
Слушай, Танкоград, я тебе спою
Задушевную песню свою.
Місто над вільною  рікою,
Де вболівають за «Зеніт» рідний.
Слухай, Танкоград, я тобі заспіваю
Задушевну пісню свою.
— перший куплет